# Польша на летних Олимпийских играх 1968
Польша принимала участие в Летних Олимпийских играх 1968 года в Мехико (Мексика), и завоевала 18 медалей, из которых 5 золотые, 2 серебряные и 11 бронзовые. Сборную страны представляли 177 спортсменов (140 мужчин, 37 женщин).

## Медалисты
| Медаль  | Спортсмен | Вид спорта       | Дисциплина                                |
| ------- | --- | ---------------- | ----------------------------------------- |
| Золото  | Ежи Кулей | Бокс             | Мужчины, до 63,5 кг                       |
| Золото  | Ирена Шевиньская | Лёгкая атлетика  | Женщины, 200 м                            |
| Золото  | Вальдемар Башановский | Тяжёлая атлетика | Мужчины, до 67,5 кг                       |
| Золото  | Юзеф Запендзкий | Стрельба         | Мужчины, скоростной пистолет, 25 м        |
| Золото  | Ежи Павловский | Фехтование       | Мужчины, сабля, индивидуальное первенство |
| Серебро | Артур Олех | Бокс             | Мужчины, до 51 кг                         |
| Серебро | Юзеф Грудзень | Бокс             | Мужчины, до 60 кг                         |
| Бронза  | Хуберт Скшипчак | Бокс             | Мужчины, до 48 кг                         |
| Бронза  | Станислав Драган | Бокс             | Мужчины, до 81 кг                         |
| Бронза  | Януш Кешковский | Велоспорт        | Мужчины, велотрек, гит 1000 м             |
| Бронза  | Ирена Шевиньская | Лёгкая атлетика  | Женщины, 100 м                            |
| Бронза  | Хенрик Трембицкий | Тяжёлая атлетика | Мужчины, до 56 кг                         |
| Бронза  | Мариан Зелиньский | Тяжёлая атлетика | Мужчины, до 67,5 кг                       |
| Бронза  | Норберт Озимек | Тяжёлая атлетика | Мужчины, до 82,5 кг                       |
| Бронза  | Марек Голомб | Тяжёлая атлетика | Мужчины, до 90 кг                         |
| Бронза  | Халина Ашкелович Ванда Веха Кристина Крупа Ядвига Марко-Ксёнжек Юзефа Ледвиг Кристина Остроменцкая Эльжбета Пожец Барбара Хермель-Немчик Лидия Хмельницкая Кристина Чайковская Зофья Щенсневская Кристина Якубовская | Волейбол         | Женщины                                   |
| Бронза  | Бохдан Анджеевский Михал Буткевич Бохдан Гонсёр Хенрик Нелаба Казимеж Барбурский | Фехование        | Мужчины, шпага, командное первенство      |
| Бронза  | Витольд Войда Збигнев Скрудлик Рышард Парульский Эгон Франке Адам Лисевский | Фехование        | Мужчины, рапира, командное первенство     |

## Результаты соревнований

### Академическая гребля
В следующий раунд из каждого заезда проходили несколько лучших экипажей (в зависимости от дисциплины). В финал A выходили 6 сильнейших экипажей, ещё 6 экипажей, выбывших в полуфинале, распределяли места в малом финале B
Мужчины
| Соревнование | Спортсмены                    | Предварительный заезд | Предварительный заезд | Предварительный заезд | Отборочный заезд | Отборочный заезд | Отборочный заезд | Полуфинал | Полуфинал | Полуфинал | Финал   | Финал   | Итоговое место |
| Соревнование | Спортсмены                    | Заезд                 | Время                 | Место                 | Заезд            | Время            | Место            | Заезд     | Время     | Место     | Время   | Место   | Итоговое место |
| ------------ | ----------------------------- | --------------------- | --------------------- | --------------------- | ---------------- | ---------------- | ---------------- | --------- | --------- | --------- | ------- | ------- | -------------- |
| одиночки     | Здзислав Бромек               | 1                     | 8:06,61               | 5                     | 1                | 7:48,68          | 3 Q              | 2         | 8:13,92   | 6         | Финал B | Финал B | 7              |
| одиночки     | Здзислав Бромек               | 1                     | 8:06,61               | 5                     | 1                | 7:48,68          | 3 Q              | 2         | 8:13,92   | 6         | 7:38,88 | 1       | 7              |
| двойки       | Альфонс Слюсарский Ежи Бронец | 2                     | 7:45,51               | 3                     | 2                | 7:35,81          | 3 Q              | 1         | 7:40,10   | 6 QB      | Финал B | Финал B | 8              |
| двойки       | Альфонс Слюсарский Ежи Бронец | 2                     | 7:45,51               | 3                     | 2                | 7:35,81          | 3 Q              | 1         | 7:40,10   | 6 QB      | 7:22,89 | 2       | 8              |